# Rede de Museus do Concelho de Estremoz
A Rede de Museus do Concelho de Estremoz é uma livre associação de museus e colecções visitáveis cujos principais objectivos passam pela divulgação dos espaços museológicos, bem como pela promoção da circulação de visitantes entre eles. A rede é um incentivo à colaboração entre os diversos museus na área das exposições, actividades educativas e auxílios técnicos.
Fazem parte da rede o Museu Municipal Prof. Joaquim Vermelho, o Centro de Ciência Viva de Estremoz, o Museu de Arte Sacra da Paróquia de Santo André, o Museu Militar do Regimento de Cavalaria nº 3, o Museu do Bombeiro de Estremoz, o Museu Rural de Estremoz da Casa do Povo de Santa Maria de Estremoz, o Museu Casa Agrícola José Cortes, o Museu Ferroviário de Estremoz e o Museu da Farmácia Carapeta & Irmão.
A fundação da estrutura ocorreu a 18 de Maio de 2006.
Estes Museus, desde 2008, que organizam em conjunto, encabeçados pelo Museu Municipal Prof. Joaquim Vermelho, a festa VirVer Museus, com o objectivo de dinamizarem por uma semana todos os espaços da Rede.